# 卡西米尔·穆瓦松
卡西米尔·穆瓦松（法語：Casimir Moisson，法語發音：[kazimiʁ mwasɔ̃]；1833年4月24日—1934年4月）出生於法國普羅旺斯-阿爾卑斯-蔚藍海岸大區上阿爾卑斯省穆斯捷聖瑪麗，是19世紀著名的法國廚師。

## 生平
早年卡西米尔·穆瓦松前往巴黎的普羅旺斯兄弟餐廳（法語：Trois Frères Provençaux）工作，那時候跟著主廚阿道夫·迪格萊雷 （法語：Adolphe Dugléré）學習烹飪廚藝，26歲的時候成為金屋餐廳的主廚，而他當時的助理是亨利-保羅·佩拉普拉特，而後他又跳槽到香檳餐廳，卡西米尔·穆瓦松的廚藝以創新菜色為聞名。
卡西米尔·穆瓦松創造了鹽烤雞（法語：poularde à l'ambassadrice）、橙汁鴨胸、法式紅燒雞（法語：Poulet braisé），還有一道以羅西尼為名的羅西尼肉排（法語：Tournedos Rossini），因為羅西尼是卡西米尔·穆瓦松的老主顧。